# Kinésine

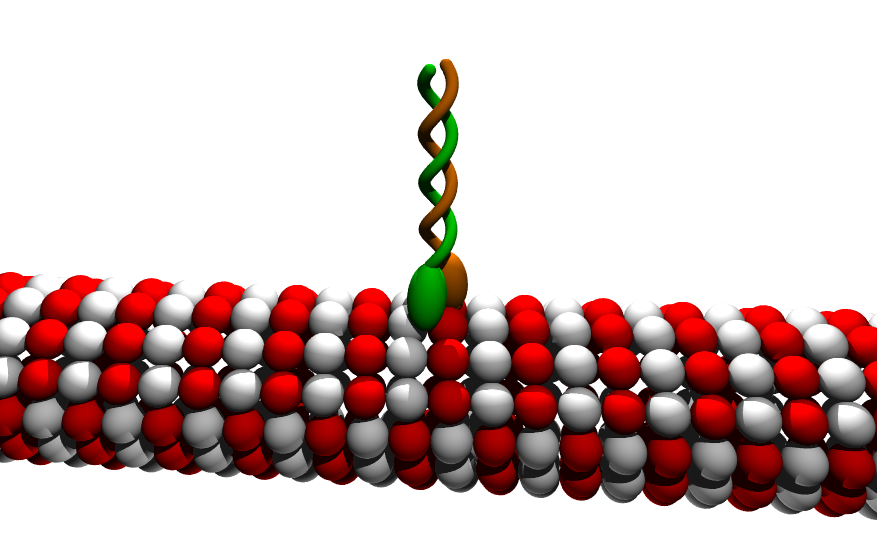
Molécule de kinésine attachée à un microtubule.

La kinésine est une protéine qui se déplace en utilisant l'énergie de l'hydrolyse de l'ATP, découverte en 1984.
Les déplacements de la kinésine se font principalement le long des microtubules. Cette faculté la place au rang des protéines motrices, au même titre que la dynéine. Le déplacement de ces transporteurs se fait vers la membrane plasmique, c'est-à-dire en direction du pole positif de la microtubule (mouvement antérograde) . Il y aurait environ 100 types de kinésines issues de 14 familles. La kinesine-1 étant la plus importante est aussi nommée kinésine conventionnelle.

## Origine
Kinésine est un terme issu du grec kinêsis, qui signifie se mouvoir.

## Structure
Chez l’humain la kinésine est constituée de 673 acides aminés.
La structure est dimérique, chaque protomère étant constitué d'une chaine légère de 64 kDa et d'une chaine lourde de 124 kDa. La détermination de la structure de cette protéine par diffraction des rayons X et microscopie électronique a révélé une queue, constituée des chaines légères emmêlées, ainsi que deux têtes globulaires, constituées des chaines lourdes. La queue est la partie qui se fixe à l'objet à déplacer, tandis que les deux têtes permettent le mouvement le long des microtubules de façon antérograde. Au niveau des régions motrices il existe une grande homologie de structure entre les différentes kinésines. Par contre, en les régions terminales sont très variables, ce qui confère une certaine spécificité aux protéines pour l'élément qui doit être déplacé. Ces convergences et divergences au niveau des segments constituant de la protéine pourraient s’expliquer par leur fonction. C’est que les têtes se lient toujours aux microtubules d’où la ressemblance tandis que les queues doivent interagir avec divers organites.

## Rôle
Elles jouent un rôle notamment au moment de la séparation des chromosomes lors des divisions cellulaires, mais aussi lors des déplacements des organites et vésicules dans la cellule. Dans le but de mieux illustrer l’importance de kinésines faisons le parallèle avec les neurones qui sont les plus grandes cellules du corps humain pouvant aller au-delà d’un mètre de long. Les protéines, neurotransmetteurs, lipides ou encore nutriments doivent voyager depuis leur lieu de synthèse soit au sein du corps cellulaire jusqu’aux extrémités des axones. Sans un système de transport aussi bien organisé et efficace, l’arrivée des neurotransmetteurs aux synapses par simple diffusion prendrait toute une éternité.

## Déplacement
Les microtubules se forment à partir du centrosome (situé à proximité du noyau) par polymérisation de dimères d’alpha et bêta tubulines. Le déplacement se fait par la fixation des têtes sur la β-tubuline, se fixant tour à tour en effectuant une semi-rotation. Chaque "pas" consomme une molécule d'ATP et lors de la libération d'ADP et de phosphate inorganique il y a propulsion de la tête expliquant la semi-rotation.
La vitesse de déplacement est très variable en fonction des concentrations en ATP, et de la charge portée par la kinésine. On peut atteindre, pour des charges faibles et une concentration non-limitative en ATP, une vitesse de 0,8 micromètre par seconde, ce qui correspond à 100 pas par seconde.

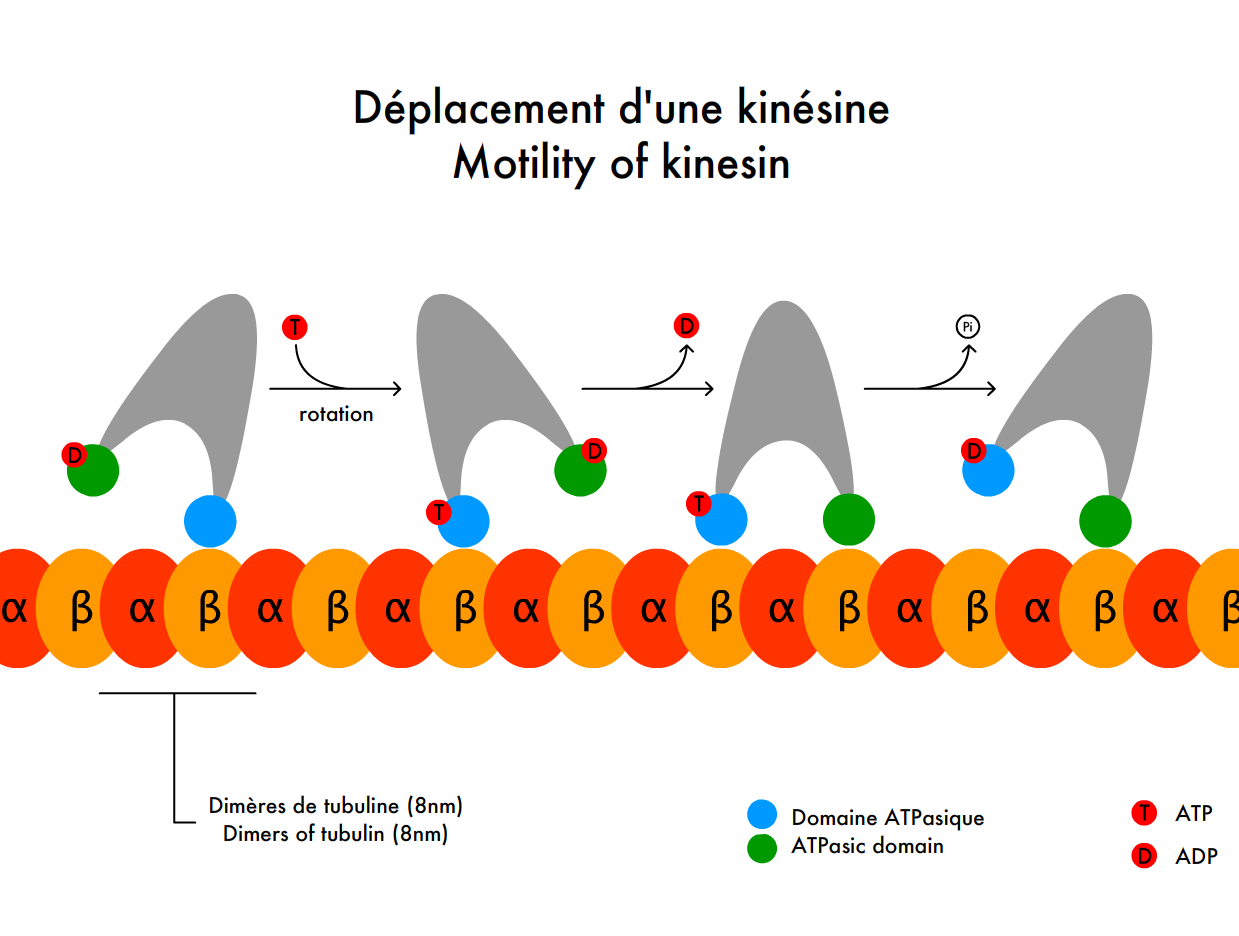
Déplacement d'une kinésine le long d'un microtubule. La structure transportée n'a pas été représentée.

Au plan chimique, il est connu que lorsque la concentration d’ATP est limitative, la kinesine-1 s’arrête ; une tête est alors fermement attachée au microtubule pendant que l’autre est inhibée de façon à ne pas libérer son ADP. L’arrivée et la liaison d’une molécule d’ATP sur la tête attachée au microtubule lève cette inhibition.
À concentration d’ATP saturante, la vitesse de kinésine -1 varie de façon presque linéaire avec la force appliquée, et ce jusqu’à un maximum (environ 7 piconewtons, pN), qui induit alors l’arrêt du mouvement. Si la force appliquée continue d’augmenter, la machinerie entière se met alors à reculer.
En appliquant, à l’aide de pinces optiques, une force d’attraction ou de répulsion sur une molécule unique de kinésine-1 attachée à une petite perle en plastique, on ont ainsi démontré que lorsque la force appliquée sur kinésine-1 dépasse un certain seuil, celle-ci est capable de faire marche arrière.»

## Pathologies
Dans l’article « Du trafic dans les neurones » par Thierry Galli et Fabienne Paumet, il est rapporté la mise en évidence du lien indiscutable entre les problèmes de trafic cellulaire et l’incidence de pathologies du système nerveux dont la plus importante est l’Alzheimer. Plusieurs protéines jouant un rôle dans cette maladie sont liées au transport. Le cerveau des patients atteints de cette maladie contient des dépôts et des plaques séniles où est concentré le peptide bêta-amyloïde. La protéine précurseur du peptide bêta amyloïde (APP) interagit avec une kinésine responsable de son transport. La maturation et le trafic de la protéine APP sont altérés chez les malades atteints d’Alzheimer.
La maladie de Huntington pourrait également résulter, du moins partiellement, d’anomalies du trafic neuronal. Dans cette pathologie, les neurones moteurs dégénèrent, la personne atteinte ne peut plus contrôler ses mouvements, et meurt généralement 10 à 15 ans après le début de la maladie. La principale caractéristique de la maladie est l'apparition d'agrégats protéiques formant des plaques et conduisant à la dégénérescence des neurones. La formation de ces plaques est la conséquence d'un excès de glutamines sur la protéine Huntingtine. Récemment, on a démontré qu'une autre protéine interagit avec Huntingtine : la protéine HAP-1. Cette protéine a une affinité supérieure pour la protéine Huntingtine anormale que pour la protéine normale. HAP-1 est associée à la membrane de nombreux organites, dont des vésicules engagées dans l’endocytose, qu’elle régule partiellement. Dès lors, HAP-1, liée de façon anormale à la protéine Huntingtine pathogène, ne peut remplir correctement son rôle de régulation de l’endocytose. Le trafic par endocytose et la dégradation des protéines, telle la Huntingtine, seraient perturbés. L’accumulation de protéines non dégradées pourrait être une cause de la neurodégénération. Cette hypothèse semble confortée par le fait que l’on a observé, dans des biopsies de patients atteints de la maladie de Huntington, des vésicules d’endocytose anormales.

## D'un point de vue thérapeutique
La kinésine mitotique humaine HsEg5 est essentielle à la division cellulaire. Ce moteur moléculaire permet la séparation des centrosomes et la mise en place du fuseau mitotique, structure nécessaire au partage équitable de l'information génétique. La suppression de la fonction d'HsEg5 bloque les cellules en pré-métaphase avec un fuseau mitotique mono - astral caractéristique constitué des deux centrosomes non séparés entourés d'un anneau de chromosomes et de microtubules. Le maintien de ce phénotype peut conduire à la mort cellulaire programmée via l'activation du point de contrôle du fuseau mitotique (transition métaphase-anaphase). HsEg5 est ainsi considérée comme une cible anticancéreuse particulièrement intéressante.